# Matthew Puempel
Matthew Puempel (ur. 24 stycznia 1993 w Windsorze) – kanadyjski zawodowy hokeista na lodzie grający na pozycji lewoskrzydłowego. Obecnie jest zawodnikiem Grand Rapids Griffins z American Hockey League (AHL), klubie satelickim Detroit Red Wings z National Hockey League (NHL). Wybrany przez Ottawa Senators z 24. numerem w NHL Entry Draft 2011.

## Kariera

### Amatorska
W sezonie 2009–10 Ontario Hockey League Puempel był najlepszym rookie rozgrywek. Grając dla Peterborough Petes liderował w statystykach goli i punktów spośród wszystkich debiutantów w lidze oraz był drugim strzelcem w swojej drużynie. Zdobycz bramkowa uplasowała go na 39 miejscu w statystykach ligowych. Zdobył również Emms Family Award, nagrodę dla najlepszego rookie sezonu w OHL, jak i nagrodę CHL Rookie of the Year dla najlepszego debiutanta całej Canadian Hockey League. W drugim sezonie z Petes doznał kontuzji pleców tuż przed rozpoczęciem sezonu. W jego trakcie doznał również zapalenia kości biodrowej które przedwcześnie zakończyło rozgrywki dla Puempela.
8 grudnia 2011 Puempel został zawieszony na 8 spotkań za uderzenie kijem w głowę Sebastiana Uvira w meczu z Oshawa Generals. 27 czerwca 2012 zażądał transferu do drużyny walczącej o mistrzostwo, co poskutkowało przenosinami do Kitchener Rangers. W wywiadzie dla Peterborough Examiner powiedział, że grając ostatni rok wśród juniorów chciałby zdobyć tytuł.

### Zawodowa
Chcąc pozyskać Puempela, Ottawa Senators oddali dwa wybory w drafcie (numer 35 i 48) dla Detroit Red Wings, w zamian otrzymując możliwość pozyskania gracza z 24 numerem. 29 grudnia 2011 Puempel podpisał entry-level contract (pierwszy kontrakt w NHL) z Senators. Profesjonalny debiut w hokeju zaliczył z Binghamton Senators pod koniec sezonu 2011-12. W jego pierwszym w pełni zawodowym sezonie 2013-14, Puempel strzelił 30 goli, tyle samo co kolega z zespołu Mike Hoffman, wspólnie liderując w liczbie bramek w Binghamton Senators.
19 lutego 2015, w trakcie sezonu 2014-15, Puempel został powołany do składu Ottawa Senators. W tym momencie zajmował 3 miejsce w rankingu strzelców zespołu Binghamton Senators z 32 punktami (12 goli i 20 asyst) w 51 meczach sezonu regularnego. 10 marca 2015 Puempel strzelił swoją pierwszą bramkę w NHL, pokonując Тuukkę Raska z Boston Bruins.
21 listopada 2016 przeniósł się do New York Rangers. W barwach zespołu z Nowego Jorku rozegrał 27 spotkań sezonu zasadniczego i zdobył 9 punktów. Kilka meczów w sezonie 2017-18 rozegrał w klubie satelickim zespołu Rangers, Hartford Wolf Pack. 21 października przeniósł się do Detroit Red Wings i został włączony do składu występującego w AHL Grand Rapids Griffins, filii zespołu Red Wings. We wrześniu 2018 przedłużył kontrakt z Detroit Red Wings o dwa lata.

## Nagrody i wyróżnienia
- CHL Rookie of the Year – 2009-10[2]
- CHL All-Rookie Team – 2009-10
- Emms Family Award – 2009-10[1]
- OHL First All-Rookie Team – 2009-10

## Życie prywatne
Matthew Puempel urodził się w Windsor a wychował w Esseksie.

## Statystyki

### Sezon regularny i play-off
| 2009–10   | Peterborough Petes    | OHL       | 59 | 33 | 31 | 64 | 43 | 4  | 1 | 1 | 2 | 6  |
| 2010–11   | Peterborough Petes    | OHL       | 55 | 34 | 35 | 69 | 49 | —  | — | — | — | —  |
| 2011–12   | Peterborough Petes    | OHL       | 30 | 17 | 16 | 33 | 31 | —  | — | — | — | —  |
| 2011–12   | Binghamton Senators   | AHL       | 9  | 1  | 0  | 1  | 2  | —  | — | — | — | —  |
| 2012–13   | Kitchener Rangers     | OHL       | 51 | 35 | 12 | 47 | 43 | 10 | 3 | 4 | 7 | 10 |
| 2012–13   | Binghamton Senators   | AHL       | 2  | 0  | 0  | 0  | 0  | 3  | 2 | 0 | 2 | 0  |
| 2013–14   | Binghamton Senators   | AHL       | 74 | 30 | 18 | 48 | 94 | 1  | 0 | 0 | 0 | 0  |
| 2014–15   | Binghamton Senators   | AHL       | 51 | 12 | 20 | 32 | 31 | —  | — | — | — | —  |
| 2014–15   | Ottawa Senators       | NHL       | 13 | 2  | 1  | 3  | 8  | —  | — | — | — | —  |
| 2015–16   | Binghamton Senators   | AHL       | 34 | 17 | 13 | 30 | 15 | —  | — | — | — | —  |
| 2015–16   | Ottawa Senators       | NHL       | 26 | 2  | 1  | 3  | 9  | —  | — | — | — | —  |
| 2016–17   | Ottawa Senators       | NHL       | 13 | 0  | 0  | 0  | 7  | —  | — | — | — | —  |
| 2016–17   | New York Rangers      | NHL       | 27 | 6  | 3  | 9  | 4  | —  | — | — | — | —  |
| 2017–18   | Hartford Wolf Pack    | AHL       | 5  | 1  | 2  | 3  | 0  | —  | — | — | — | —  |
| 2017–18   | Grand Rapids Griffins | AHL       | 54 | 22 | 31 | 53 | 19 | 5  | 1 | 3 | 4 | 0  |
| NHL razem | NHL razem             | NHL razem | 79 | 10 | 5  | 15 | 28 | —  | — | — | — | —  |